# حكيم زلوم
حكيم زلوم (19 يونيو 1974) ممثل جزائري ولد في الأبيار، الجزائر العاصمة. اشتهر بتقديمه سلسلة الكاميرا الخفية واش داني وبشخصية "المفتش الفاهم" في مسلسل جمعي فاميلي 3. كما نال شهرة واسعة بدوره كـ"عاشور العاشر" في المسلسل الجزائري السلطان عاشور العاشر في جزئه الثالث، خلفًا للممثل صالح أوقروت.
بدأ مشواره الفني بعد تخرجه من المعهد البلدي للموسيقى والتمثيل والرقص عام 2001. بدأت مسيرته الفنية عبر أدوار ثانوية وشارك في العديد من الأعمال المسرحية. انتقل بعد ذلك إلى الشاشة الصغيرة، حيث ظهر في سلسلة “حدث وحديث” ومسلسل “وهيبة”. شارك أيضًا في سلسلة “سوسو أند نونو” مع الممثلة مليكة بلباي، ثم عمل في سلسلتي الجمعي فاميلي 1 و2 حيث قدم شخصية "الأكول" مع المخرج جعفر قاسم الذي ساهم في اكتشافه في سلسلة الكاميرا الخفية واش اداني. بالإضافة إلى ذلك ظهر في مسلسل الفرقة الزرقاء وفي الجزء الثاني من مسلسل البطحة بدور "سيد علي" ومسلسل رباعة.